# Ирена Квятковска
Ирена Квятко̀вска-Келска (на полски: Irena Kwiatkowska-Kielska) е полска театрална, филмова, телевизионна и кабаретна актриса.

## Биография
Ирена Квятковска е родена на 17 септември 1912 година във Варшава. През 1935 година завършва актьорско майсторство в Държавния институт за театрални изкуства. До началото на Втората световна война (1939) играе в столичните театри „Цирулик“ и „Общ театър“, както и в „Нов театър“ в Познан и „Полски театър“ в Катовице.
По време на войната е войник в редиците на Армия Крайова и взема участие във Варшавското въстание. След войната участва в редица кабарета. В годините 1953 – 1956 година преподава в Държавното висше театрално училище във Варшава. По време на своята кариера изиграва повече от сто театрални роли и се снима в двадесет игрални и телевизионни филми.
Ирена Квятковска умира на 3 март 2011 година.